# PSR J1614-2230

Schematyczny wygląd pulsara. Kula w środku przedstawia gwiazdę neutronową, zakrzywione linie to linie pola magnetycznego

PSR J1614-2230 – układ podwójny, składający się z pulsara i białego karła, odkryty przez Parkes Observatory w ramach programu Energetic Gamma Ray Experiment Telescope. Pulsar znajdujący się w tym systemie ma masę prawie dwukrotnie większą od masy Słońca, a jego promień wynosi zaledwie ok. 10 km.
Pulsar będący składnikiem układu PSR J1614–2230 należy do typu pulsarów zwanych milisekundowymi, obraca się wokół własnej osi około 317 razy na sekundę, co daje mu okres rotacji wynoszący 3,15 milisekund. Dokładne obserwacje długości „sygnałów” wysyłanych przez pulsar pozwoliły na odkrycie niewidocznego inaczej z Ziemi towarzysza tego pulsara, którym jest biały karzeł. Gdy biały karzeł znajduje się dokładnie pomiędzy PSR J1614-2230 a Ziemią, sygnał pulsara przechodzący obok białego karła ulega spowolnieniu grawitacyjnemu, znanemu jako opóźnienie Shapiro.
Opóźnienie Shapiro, zauważone i opisane po raz pierwszy w 1964 przez amerykańskiego fizyka Irwina Shapiro, polega na opóźnieniu sygnału (w tym przypadku sygnału radiowego pulsara) przechodzącego w pobliżu masywnego ciała. Z powodu zakrzywienia przestrzeni przez białego karła, sygnał radiowy pulsara musi przebyć nieco dłuższą drogę i dociera do Ziemi z niewielkim opóźnieniem.
Dokładne pomiary zmiany długości sygnału pozwoliły na określenie masy obu obiektów składających się na układ podwójny. Wyliczona masa białego karła wynosi przynajmniej 0,4 M☉, a masa pulsara wynosi 1,97 ± 0,04 M☉, co czyniło go do 2013 najcięższą ze wszystkich znanych gwiazd neutronowych - kiedy to została wyznaczona masa PSR J0348+0432 na 2.01±0.04 M☉.
Tak duża masa pulsara zaskoczyła naukowców. Wskazuje ona, że część teorii dotyczących składu gwiazd neutronowych jest prawie na pewno nieprawdziwa. Wyklucza ona wiele równań stanu, w skład których oprócz neutronów wchodzą także cząsteczki materii egzotycznej takie jak kondensaty kaonów czy hiperony. Gdyby te cząstki stanowiły część pulsara o tak dużej masie, to jego materia byłaby zbyt gęsta i zapadłby się on tworząc czarną dziurę.
Duża masa pulsara może być także wskazówką, że teorie łączące niektóre z typów rozbłysków gamma ze zderzeniami gwiazd neutronowych mogą być prawdziwe.